# JAB Holding Company
JAB Holding Company S.a.r.l. (med namnet från initialerna till Johann Adam Benckiser) är ett i Luxemburg registrerat tyskt familjeföretag med verksamhet framför allt inom livsmedelsbranschen i USA.
Det äger bland andra de amerikanska kaffe- och bageriföretagen Peet's Coffee (köpt 2012), Keurig Big Mountain (köpt 2016), Krispy Kreme och Panera Bread. Det har en minoritetsandel i det brittiska konsumentvaruföretaget (rengöringsprodukter) Reckitt Benckiser.
Det äger också sedan 2006 det schweiziska skoföretaget Bally, men har annonserat planer att avveckla detta och andra lyxmärkesföretag. År 2017 sålde det skotillverkaren Jimmy Choo Ltd.
JAB Holdings köpte 2015 den svenska kafékedjan Espresso House. Det har under 2010-talet gjort ett stort antal förvärv på den amerikanska livsmedelmarknaden, framför allt av kaffe- och bageriföretag. År 2018 köptes också det amerikanska läskedrycksföretaget Dr Pepper Snapple Group.

## Historik
Kemisten Johann Benckiser (död 1851) grundade ett företag 1823 i Pforzheim i Tyskland, som framför allt tillverkade industriella kemikalier. Kemisten Karl Ludwig Reimann (1804–1872) blev kompanjon till Benckiser 1828 och gifte sig med Benckisers dotter. Efter Benckisers död 1851 blev Reimann ensam ägare till företaget. Han byggde en ny fabrik och flyttade verksamheten 1858 till Ludwigshafen. Under hans ättlingar utvidgades verksamheten under senare delen av 1900-talet. Bland annat köptes 1992 den amerikanska tillverkaren av skönhetsprodukter Coty, Inc. Företaget Benckiser börsnoterades 1997, vilket 1999 fusionerades med det brittiska Reckitt & Sons till Reckitt Benckiser.
Albert Reimann junior (död 1984), son till Albert Reimann senior (1868–1954) och sonsonson till Karl Ludwig Reimann, uppfann på 1960-talet vattenavhärdaren Calgon och andra rengöringsmedel. Denna verksamhet avskiljdes i den företagsgrupp för tvätt- och rengöringsmedel, som senare ingick i Reckitt Benckiser.
Sedan 2012 har familjen Reimanns företag engagerat sig i livsmedel, framför allt i kaffebranschen i USA, först genom köp av det amerikanska kafferosteriet och kaffebarkedjan Peet's Coffee & Tea. År 2013 köptes det nederländska kaffe- och teföretaget D.E Master Blenders 1753 N.V. (tidigare Jacobs Douwe Egberts), som 2014 slogs samman med Mondelēz International. År 2015 köptes tillsammans med andra investerare det amerikanska kaffekapselföretaget Keurig Green Mountain.

## Ägare
Ägare är den tyska familjen Reimann, som är ättlingar till Karl Ludwig Reimann (1804–1872). Så gott som hela ägandet ligger numera hos fyra av de nio adoptivbarnen till Albert Reimann junior (död 1984), som tog över företaget av sin far 1952. 
Formell huvudägare till JAB Holding Company är det i Österrike registrerade Agnaten Holding SE, vilket är ett dotterföretag till Joh. A. Beckinser GmbH, Reimannfamiljens investeringsföretag.